# Elektronisk krigföring
Elektronisk krigföring (engelska: electronic warfare, kort EW) eller telekrigföring är militära åtgärder för att upptäcka, utnyttja, påverka, försvåra eller förhindra motståndarens användning av telemedel som utnyttjar elektromagnetisk vågutbredning samt egna åtgärder för att minska verkan av motståndarens telekrigföring. Försvarsmakten beskriver elektronisk krigföring som omfattande följande (2004):
| ” | Elektronisk krigföring omfattar: bekämpning, förvanskning eller exploatering av motparters inhämtning, bearbetning eller delgivning av information, samt förhindrande av motståndares bekämpning, förvanskning eller exploatering av vår inhämtning, bearbetning eller delgivning av information. | „ |
| – Lärobok i telekrigföring för luftvärnet, radar och radartaktik. Försvarsmakten. 2004-05-25. 09 833:67797. http://www.luftvarn.se/hot/tklv.pdf | |   |

Elektronisk krigföring är egentligen det överordnade begreppet och omfattar därtill: telekrigföring, dator och nätverksoperationer (CNO: Computer Network Operations) och övrig signalkrigföring. Telekrigföring kan beskrives som former av informationsoperationer.

## Indelningar
En klassisk indelning skiljer mellan elektronisk attack (EA), elektronisk protektion (EP) och elektronisk stödverksamhet (ES). 
Elektronisk attack (EA) är aktiva insatser som till exempel skenmål, störsändning och annat utnyttjande av elektromagnetisk energi i syfte att nedsätta eller förstöra en motparts systemfunktioner eller stridsförmåga.
Elektronisk protektion (EP)innefattar störningsskydd, signaldisciplin, frekvenshoppande radioutrustning, taktikanpassning etcetera. Alltså, med elektronisk protektion menas de åtgärder som minskar effekten av motståndarens telekrigföring samt åtgärder för att undvika elektromagnetiska konflikter.
Elektronisk stödverksamhet (ES) innefattar varningssystem och passiv signalspaning av olika slag. Den har till syfte att upptäcka, identifiera och bestämma läget på elektromagnetiska strålningskällor som radio- och radarsändare. Taktisk signalspaning används för direkt användning på slagfältet såsom artilleriledning, störsändning, omgruppering av hotade enheter etc. Strategisk signalspaning benämns med engelsk terminologi SIGINT.
En likartad och vanligt förekommande indelning är ESM (Electronic Support Measures), ECM (Electronic Counter Measures) och ECCM (Electronic Counter Counter Measures).
En svensk förbandstyp med EA- och ES-kapacitet är arméns Televapen.

## Elektronisk krigföring i historien
Under Falklandskriget, blev den brittiska jagaren HMS Sheffield bekämpad av en argentinsk sjömålsrobot. Fakta gör gällande att fartygets satellitkommunikationssystem under några kritiska ögonblick blockerade radarvarnaren. Detta medförde att sjömålsroboten aldrig upptäcktes. Samtidigt insatte ett annat fartyg, något närmare hotet, motmedel mot sjömålsroboten och lyckades att avhaka densamma. Roboten fortsatte att söka efter sitt mål och låste då på HMS Sheffield, vilket tillsammans med ovanstående ovillkorligen beseglade hennes öde. Detta är ett tydligt bevis på en telekonflikt som kan uppstå ombord på en militär plattform där många behov skall tillgodoses samtidigt och samtidigt vilka konsekvenserna blir.

### Organisationer
- FM TK SE, Försvarsmaktens telekrigstödenhet
- Officersföreningen Televapen
- Försvarets radioanstalt
- Association of Old Crows, världsomspännande organisation för telekrigspersonal
- Den svenska sektionen av AOC.

### Artiklar
- Signalspanarna får viktiga roller på det elektroniska slagfältet, FOA-tidningen nr 1 1999 (pdf)